# Elson do Rosario Almeida
Elson do Rosario Almeida (Lissabon, 23 juni 1990) - alias Elson Almeida - is een Nederlands-Kaapverdisch voormalig voetballer. Hij speelde in het profvoetbal voor FC Emmen.

## Carrière

### Jeugd
Hij begon zijn carrière bij FC Utrecht. Bij de Utrechters doorliep hij de gehele jeugdopleiding tot en met de beloftenploeg. 

### FC Emmen
Bij FC Emmen werd Almeida binnengehaald na een succesvolle testperiode. Op 5 augustus 2011 maakte hij zijn debuut in het betaald voetbal, in een uitwedstrijd tegen FC Eindhoven (3-0 verlies). Op 19 augustus 2011 maakt hij zijn eerste doelpunt in het betaald voetbal, in een met 4-1 verloren uitwedstrijd tegen Fortuna Sittard. Naarmate zijn tijd bij FC Emmen vorderde verander hij in een rechtervleugelverdediger.
Na vier seizoenen zette Almeida zijn carrière voort bij de amateurs van Excelsior Maassluis en BVV Barendrecht in de Tweede divisie. Hij eindigde zijn carrière bij IFC en VV Smitshoek in de lagere divisies.

## Statistieken
| Seizoen | Club                | Competitie     | Competitie | Competitie | Beker | Beker | Overig | Overig | Totaal | Totaal |
| Seizoen | Club                | Competitie     | Wed.       | Dlp.       | Wed.  | Dlp.  | Wed.   | Dlp.   | Wed.   | Dlp.   |
| ------- | ------------------- | -------------- | ---------- | ---------- | ----- | ----- | ------ | ------ | ------ | ------ |
| 2011/12 | FC Emmen            | Eerste divisie | 13         | 1          | 1     | 1     | 0      | 0      | 14     | 2      |
| 2012/13 | FC Emmen            | Eerste divisie | 8          | 2          | 0     | 0     | 0      | 0      | 8      | 2      |
| 2013/14 | FC Emmen            | Eerste divisie | 29         | 1          | 2     | 0     | 0      | 0      | 31     | 1      |
| 2014/15 | FC Emmen            | Eerste divisie | 16         | 0          | 1     | 1     | 1      | 0      | 18     | 1      |
| 2015/16 | Excelsior Maassluis | Topklasse      | 18         | 0          | 0     | 0     | 2      | 0      | 20     | 0      |
| 2016/17 | Excelsior Maassluis | Tweede divisie | 21         | 3          | 1     | 0     | 0      | 0      | 22     | 3      |
| 2017/18 | Excelsior Maassluis | Tweede divisie | 12         | 0          | 0     | 0     | 0      | 0      | 12     | 0      |
| 2018/19 | BVV Barendrecht     | Tweede divisie | 28         | 0          | 1     | 0     | 0      | 0      | 29     | 0      |
| Totaal  | Totaal              | Totaal         | 145        | 7          | 6     | 2     | 3      | 0      | 154    | 9      |